# ويليام وارنر بيشوب
ويليام وارنر بيشوب (بالإنجليزية: William Warner Bishop)‏ هو أمين مكتبة أمريكي، ولد في 20 يوليو 1871 في هانيبال في الولايات المتحدة، وتوفي في 19 فبراير 1955 في آن آربر في الولايات المتحدة.